# باشگاه ورزشی شرکت ملی حفاری اهواز
باشگاه ورزشی شرکت ملی حفاری اهواز، باشگاه ورزشی مستقر در شهر اهواز است، که متعلق به شرکت ملی حفاری ایران می‌باشد. این باشگاه در سه رشته ورزشی وزنه‌برداری، بسکتبال و فوتبال دارای تیم می‌باشد

## باشگاه بسکتبال ملی حفاری اهواز
| شماره | اسامی بازیکنان     |
| ----- | ------------------ |
| ۰۴    | مجید قاسمی         |
| ۰۵    | الکساندر گروف      |
| ۰۶    | محسن کریمی         |
| ۰۷    | مهدی شیرجنگ        |
| ۰۸    | عدنان دورقی        |
| ۰۹    | امیرحسین سیدعلیوند |
| ۱۰    | مهدی برون          |
| ۱۱    | قاسم ساکی          |
| ۱۲    | احمد سعیدی         |
| ۱۳    | علی دروقی          |
| ۱۵    | حامد حدادی         |
| ۱۷    | حشمت الله ایوبی    |

| موقعیت | ملیت    | نام و شهرت     |
| ------ | ------- | -------------- |
| سرمربی | صربستان | دژان گرکاکوویچ |
| سرمربی | ایرانی  | غفور کامروا    |
| مربی   | ایرانی  | منوچهر جعفرپور |